# Askersunds landsförsamling
Askersunds landsförsamling var en församling i Strängnäs stift i nuvarande Askersunds kommun. Församlingen uppgick 1965 i Askersunds församling.

## Administrativ historik
Församlingen föregicks av den medeltida församlingen Askersunds församling. Ur denna utbröts 1643 Askersunds stadsförsamling och kvarvarande del namnändrades då till Askersunds landsförsamling. De återförenades 1965 och återbildade då Askersunds församling.
Stads- och landsförsamlingarna utgjorde egna pastorat till 1962 för att därefter till 1965 bilda ett gemensamt pastorat.